# Alfredo Lucchesi
Alfredo Lucchesi (Bagni San Giuliano, 4 luglio 1899 – San Giuliano Terme, 8 febbraio 1984) è stato un calciatore italiano, di ruolo portiere.

## Carriera
Ha disputato la Prima Divisione dal 1921 al 1926 con la maglie del Messina Football Club e dell'Unione Sportiva Messinese. Tra il 1927 ed il 1931 ha militato nell'Unione Sportiva Peloro, un'altra società calcistica messinese, con un intermezzo nel Tommaso Gargallo di Siracusa.